# Paranamera ankangensis
Paranamera ankangensis là một loài bọ cánh cứng trong họ Cerambycidae.